# Příkazy
Příkazy – miejscowość i gmina (obec) w Czechach, w kraju ołomunieckim, w powiecie Ołomuniec. W 2022 roku liczyła 1316 mieszkańców.
Pierwsza wzmianka o miejscowości pochodzi z 1250 roku. Na terenie gminy znajduje się skansen hanacki.